# Marcelo Díaz Díaz
Marcelo Eduardo Díaz Díaz (6 de febrero de 1971) es un abogado y político chileno, exmiembro del Partido Socialista de Chile (PS). Se ha desempeñado como diputado de la República durante dos periodos seguidos, entre 2006 y 2014, por el antiguo distrito n° 7; como embajador de su país en Argentina, entre 2014 y 2015; y como ministro secretario general de Gobierno, entre 2015 y 2016, ambos bajo el segundo gobierno de la presidenta Michelle Bachelet. Entre 2018 y 2022, ejerció el mismo cargo de diputado por el reestructurado distrito n.º 7, periodo 2018-2022.

## Biografía

### Primeros años y estudios
Nació el 6 de febrero de 1971, hijo de Oscar Hernán Díaz Mendoza y de Ana Luisa Díaz Pallacán, descendiente mapuche.
Entre 1976 y 1982, cursó su educación básica en el Colegio Luis Enrique Izquierdo de Santiago. La continuó en el Liceo José Victorino Lastarria de Providencia, de donde egresó en 1987.
En 1989, entró a la carrera de derecho en la Universidad La República en Santiago, de la que egresó en 1995 con el grado de licenciado en ciencias jurídicas y obteniendo el título de abogado el 26 de agosto del año 2002. En 1999, obtuvo el grado de doctor en ciencias políticas y sociología con especialización en relaciones internacionales, de la Universidad Complutense de Madrid.

### Vida personal
Estuvo casado por cinco años con Paola Mónica Ramírez Zelada, relación de la que tuvo una hija, Javiera, nacida en 1998. Entre 2012 y 2019, mantuvo una relación de pareja con la actriz y conductora de televisión Millaray Viera, 16 años menor que Marcelo, con quien también tiene una hija en común, Celeste, nacida en la relación en 2017.

### Vida laboral
Entre abril de 1994 y septiembre de 1996, asumió como director de Relaciones Internacionales y Cooperación en el Instituto Nacional de la Juventud (Injuv). Posteriormente, entre octubre de 1996 a mayo de 2001, fue oficial técnico y secretario general adjunto de la Organización Iberoamericana de la Juventud (OIJ) en Madrid.
Entre junio y diciembre de 2001, se desempeñó como asesor de Sistema Consultores Ltda., en las áreas de modernización de la administración pública, cooperación internacional, políticas sociales y comunicación.
Durante el año 2004, se desempeñó como profesor de Derecho Internacional Público en la Universidad La República.

## Carrera política

### Inicios
En 1987 ingresó a la Juventud Socialista de Chile (JS). Al año siguiente y hasta 1994, fue vicepresidente Nacional de la JS.
En 2001 asumió como subsecretario de Relaciones Internacionales del Partido Socialista (PS).

### Cargos durante el gobierno de Lagos (2002-2006)
En enero de 2002 fue nombrado por el presidente Ricardo Lagos como gobernador provincial del Elqui, en la región de Coquimbo.
Entre 2003 y agosto de 2005, se desempeñó como director de planificación del Ministerio de Relaciones Exteriores. Además fue secretario ejecutivo del Consejo de Política Exterior; miembro del Consejo de la Agencia de Cooperación Internacional; y coordinador adjunto de Chile para las Cumbres de las Américas, Grupo de Río, Cumbres Iberoamericanas y para la Comunidad de Democracias. Asimismo, integró diversas delegaciones de Chile ante la Asamblea General de las Naciones Unidas (ONU) y la Asamblea General de la Organización de Estados Americanos (OEA).
En 2005, fue nombrado vicepresidente nacional y secretario internacional del Partido Socialista. Al año siguiente, fue nombrado nuevamente subsecretario de Relaciones Internacionales de la colectividad.

### Diputado por La Serena (2006-2014)

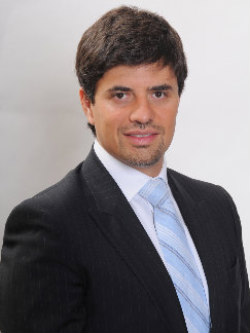
Foto parlamentaria de Díaz (2010).

En las elecciones parlamentarias de 2005, fue elegido diputado por el Distrito n.º 7, correspondiente a las comunas de Andacollo, La Higuera, La Serena, Paihuano y Vicuña, para el período legislativo 2006 a 2010.
Durante su gestión, integró las comisiones permanentes de Economía; Relaciones Exteriores, Asuntos Interparlamentarios e Integración Latinoamericana; y Constitución, Legislación y Justicia. También, participó en las comisiones investigadoras por Avisaje del Estado, y de Asesorías Efectuadas en Reparticiones Gubernamentales, donde fue su presidente. Fue primer vicepresidente de la Cámara de Diputados entre el 20 de marzo de 2007 y el 13 de marzo de 2008. En ese periodo asumió como jefe de la bancada PS en la Cámara. Ese mismo año se integró a su Comisión Política del PS.
En las elecciones parlamentarias de 2009, obtuvo su reelección en representación de su partido y por el mismo distrito, para el período legislativo 2010 a 2014. Fue integrante de las comisiones permanentes de Constitución, Legislación y Justicia; y de Relaciones Exteriores, la que también preside. Formó parte del comité parlamentario del PS.

### Elecciones de 2013 y cargos en gobierno de Bachelet (2013-2016)

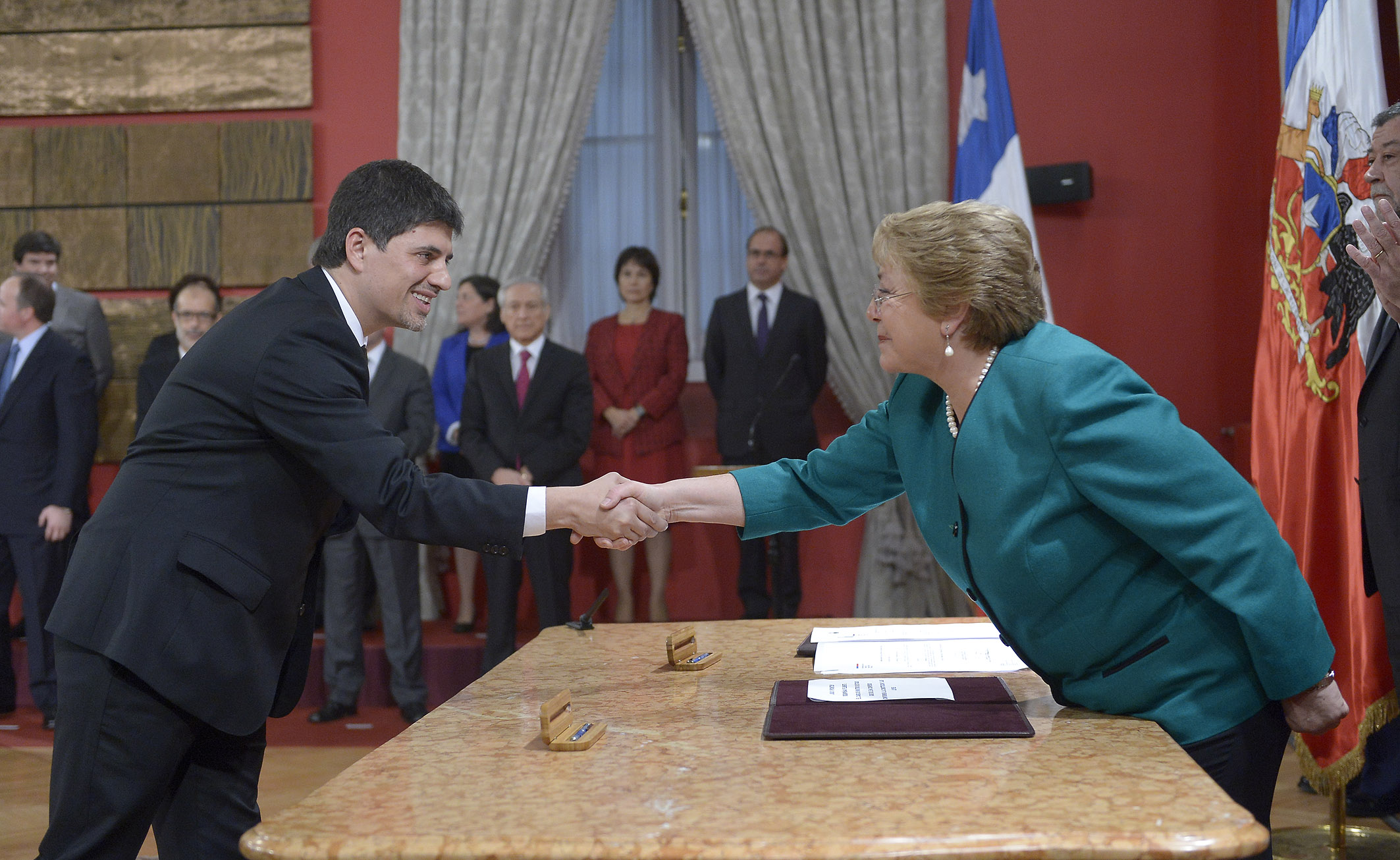
Díaz asumiendo como ministro en 2015.

Para las elecciones parlamentarias de noviembre de 2013 decidió no presentarse a la reelección en el distrito N.º 7, pues fue designado como candidato de su partido a diputado por el distrito N.º 22, correspondiente a Santiago. Sin embargo, en agosto de 2013, los partidos de la Nueva Mayoría decidieron bajar sus candidaturas en ese distrito —la de Díaz y Eugenio Ravinet (PDC)— para favorecer al candidato independiente Giorgio Jackson.
El 20 de marzo de 2014 fue nombrado embajador de Chile en Argentina por la presidenta Michelle Bachelet, en reemplazo de Milenko Skoknic Tapia. En junio de 2015 el gobierno argentino lo condecoró con la Orden de Mayo en el Grado de Gran Cruz.
Se mantuvo en ese cargo hasta el 11 de mayo de 2015, cuando asumió como ministro secretario general de Gobierno. Cesó como ministro el 18 de noviembre de 2016. Lo reemplazó en su cargo de embajador el exparlamentario José Antonio Viera Gallo.

### Diputado por Valparaíso (2018-2022)
Se presentó como candidato a diputado por el nuevo distrito N.° 7 (que agrupa a las comunas de Algarrobo, Cartagena, Casablanca, Concón, El Quisco, El Tabo, Isla de Pascua, Juan Fernández, San Antonio, Santo Domingo, Valparaíso y Viña del Mar) en las elecciones parlamentarias de 2017, por el periodo legislativo 2018-2022. Obtuvo 15 250 votos, equivalentes al 4,7 %, con lo que resultó elegido. Asumió el cargo el 11 de marzo de 2018. Integró y presidió la Comisión Permanente de Cultura, Artes y Comunicaciones, entre el 14 de marzo de 2018 y el 3 de abril de 2019; y la de Seguridad Ciudadana. Asimismo, formó parte de las comisiones especiales investigadoras (CEI) sobre: Actuaciones de órganos públicos en relación con sector portuario estatal; y Actos de los Ministerios del Interior y de Defensa Nacional relacionados con el estado de emergencia.
En el periodo también, integró la Comisión Permanente de Constitución, Legislación, Justicia y Reglamento. Así mismo, formó parte de las comisiones especiales investigadoras sobre: Acuerdo entre Corfo y Soquimich sobre la explotación del litio en el Salar de Atacama; Nombramiento y conducta de jueces y empleados judiciales de la Región de O'Higgins; y Actuación de Administración del Estado en contratos de directivos de TVN. A nivel partidista, formó parte del comité parlamentario Comité Mixto RD, Comunes, Convergencia Social e Independientes.
En enero de 2020, anunció su renuncia al Partido Socialista (PS), tras treinta años de militancia. En marzo del mismo año, fundó el Movimiento Unir, que se incorporó al Frente Amplio (FA), coalición de izquierdas.
En las elecciones parlamentarias de 2021 no repostuló al cargo, puesto que la ley 21.238 promulgada en 2020 estableció que «los diputados y las diputadas podrán ser reelegidos/as sucesivamente en el cargo hasta por dos periodos». A causa de lo anterior, buscó un escaño en el Senado en representación de la Circunscripción 5, Región de Coquimbo, en un cupo como independiente del partido Convergencia Social (CS), dentro del pacto «Apruebo Dignidad», pero no resultó electo por el periodo 2022-2030. Obtuvo 33.033 votos, correspondientes al 13,56% del total de sufragios válidamente emitidos.

## Historial electoral

### Elecciones parlamentarias de 2005
- Elecciones parlamentarias de 2005, candidato a diputado por el distrito 7 (Andacollo, La Higuera, La Serena, Paihuano y Vicuña) [8]

### Elecciones parlamentarias de 2009
- Elecciones parlamentarias de 2009, candidato a diputado por el distrito 7 (Andacollo, La Higuera, La Serena, Paihuano y Vicuña) [9]

### Elecciones parlamentarias de 2017
- Elecciones parlamentarias de 2017, candidato a diputado por el distrito 7 (Algarrobo, Cartagena, Casablanca, Concón, El Quisco, El Tabo, Isla de Pascua, Juan Fernández, San Antonio, Santo Domingo, Valparaíso y Viña del Mar)[10]

### Elecciones parlamentarias de 2021
- Elecciones parlamentarias de 2021, candidato a senador por la Circunscripción 5, Región de Coquimbo.[11]